# Hauptfriedhof Konstanz

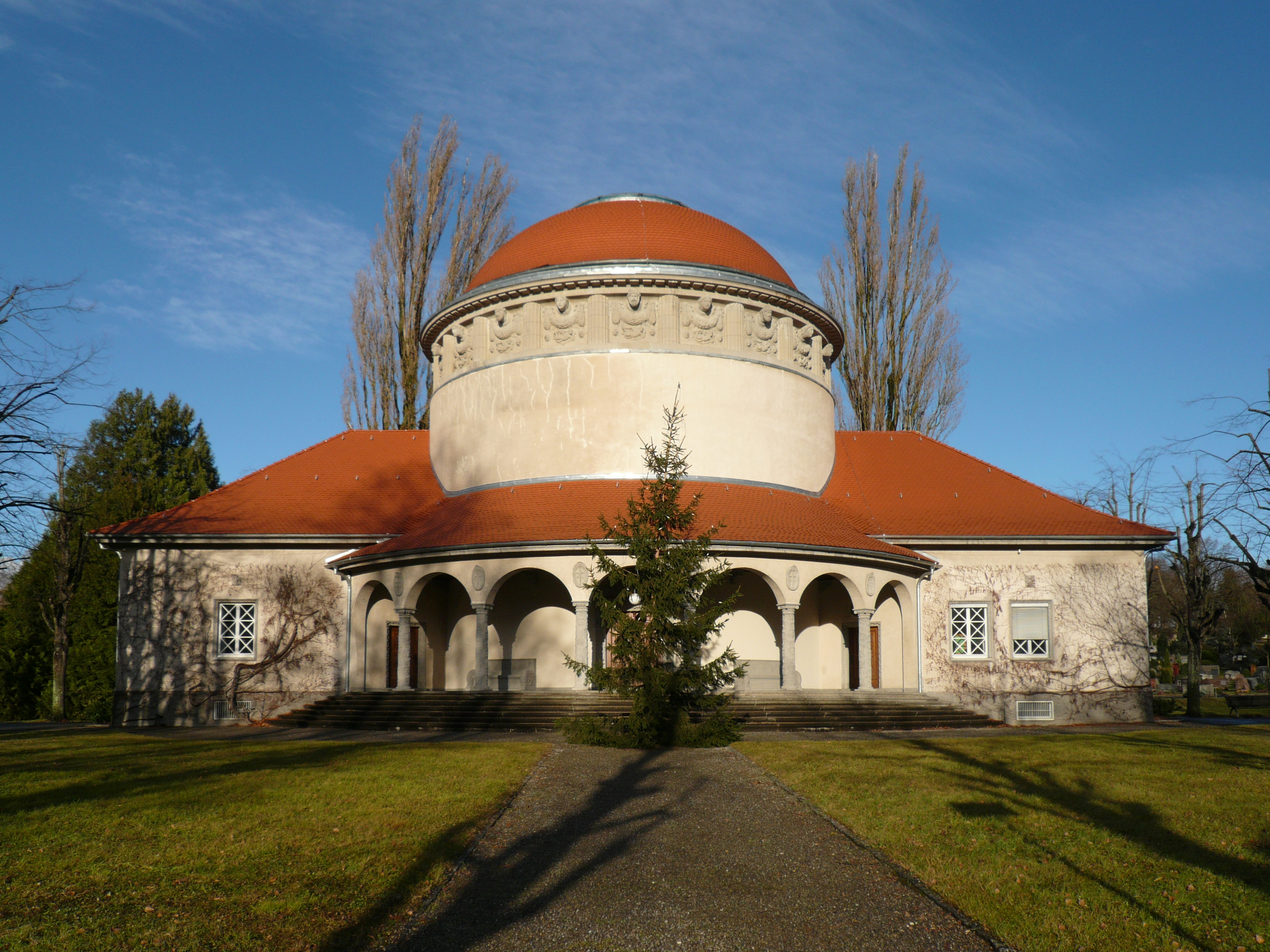
Krematorium auf der Rückseite der Aussegnungshalle des Hauptfriedhofs Konstanz.

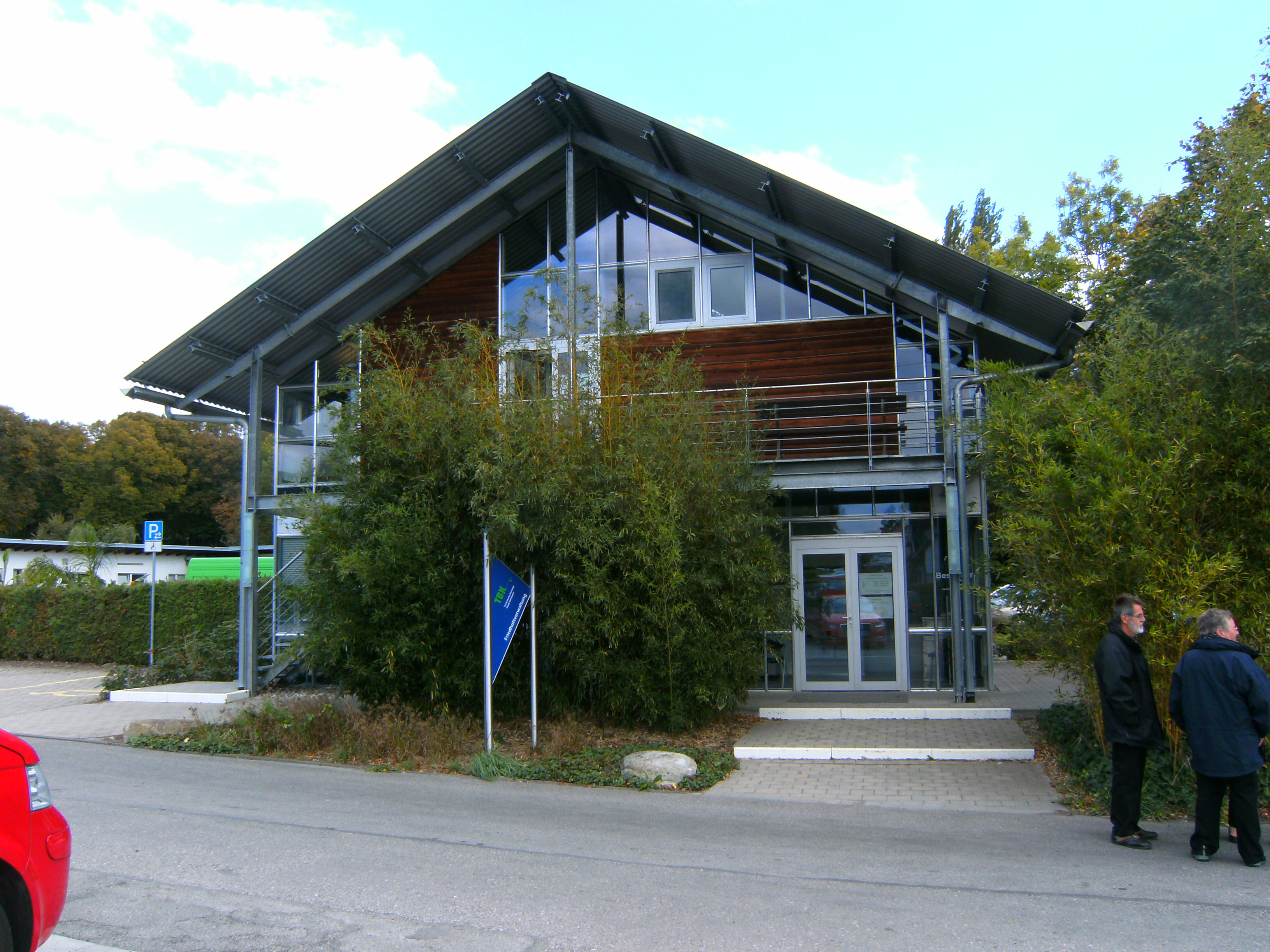
Hauptfriedhof Konstanz, Friedhofsverwaltung. Riesenbergweg.

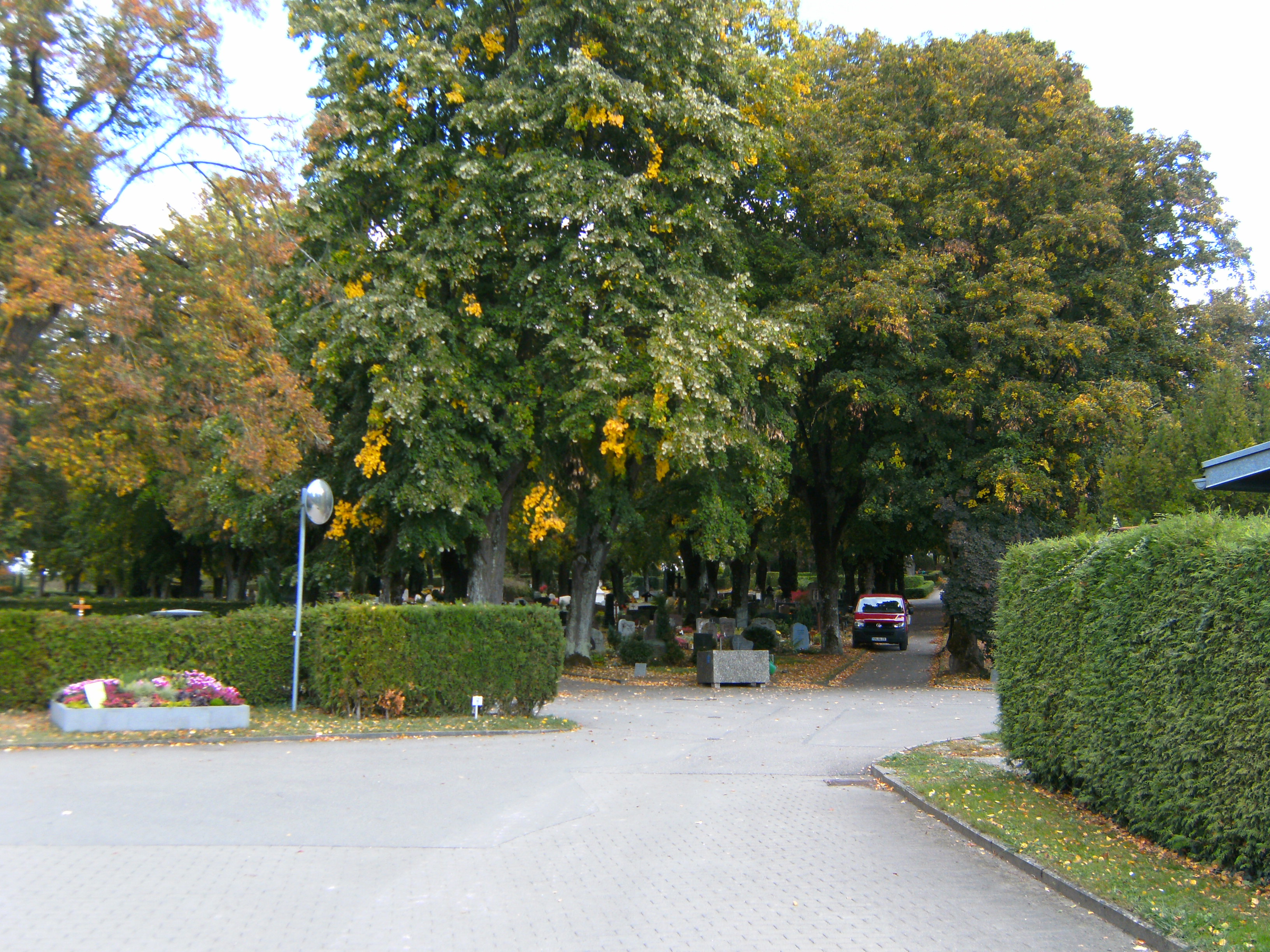
Hauptfriedhof Konstanz, Eingang Riesenbergweg.

Der Hauptfriedhof Konstanz ist ein städtischer Friedhof im Stadtteil Petershausen von Konstanz. Er ist Grabstätte für die monotheistischen Religionen der Christen, Juden und Muslime.

## Geschichte
Der Hauptfriedhof wurde auf unbebautem rechtsrheinischen Gelände in Petershausen an der Grenze zu Allmannsdorf angelegt. Er wurde am 1. Mai 1870 eröffnet und 1898 vergrößert. Damit wurden die Bestattungen auf dem linksrheinischen Schottenfriedhof abgelöst.

## Besondere Areale

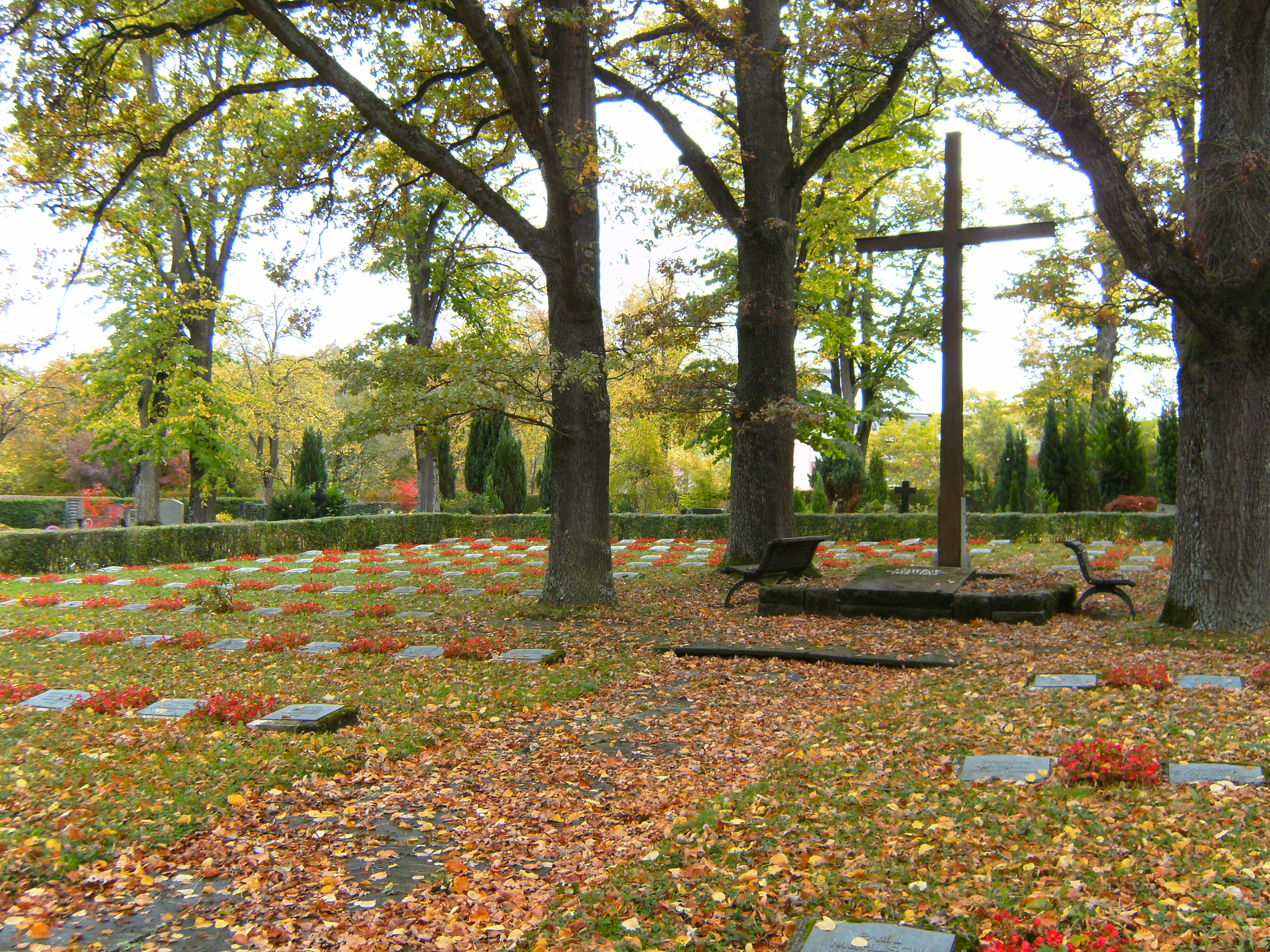
Hauptfriedhof Konstanz, Riesenbergweg. Deutsche Kriegsgräberstätte des Ersten Weltkriegs. Abgegrenztes Areal in der westlichen Mitte des Friedhofs

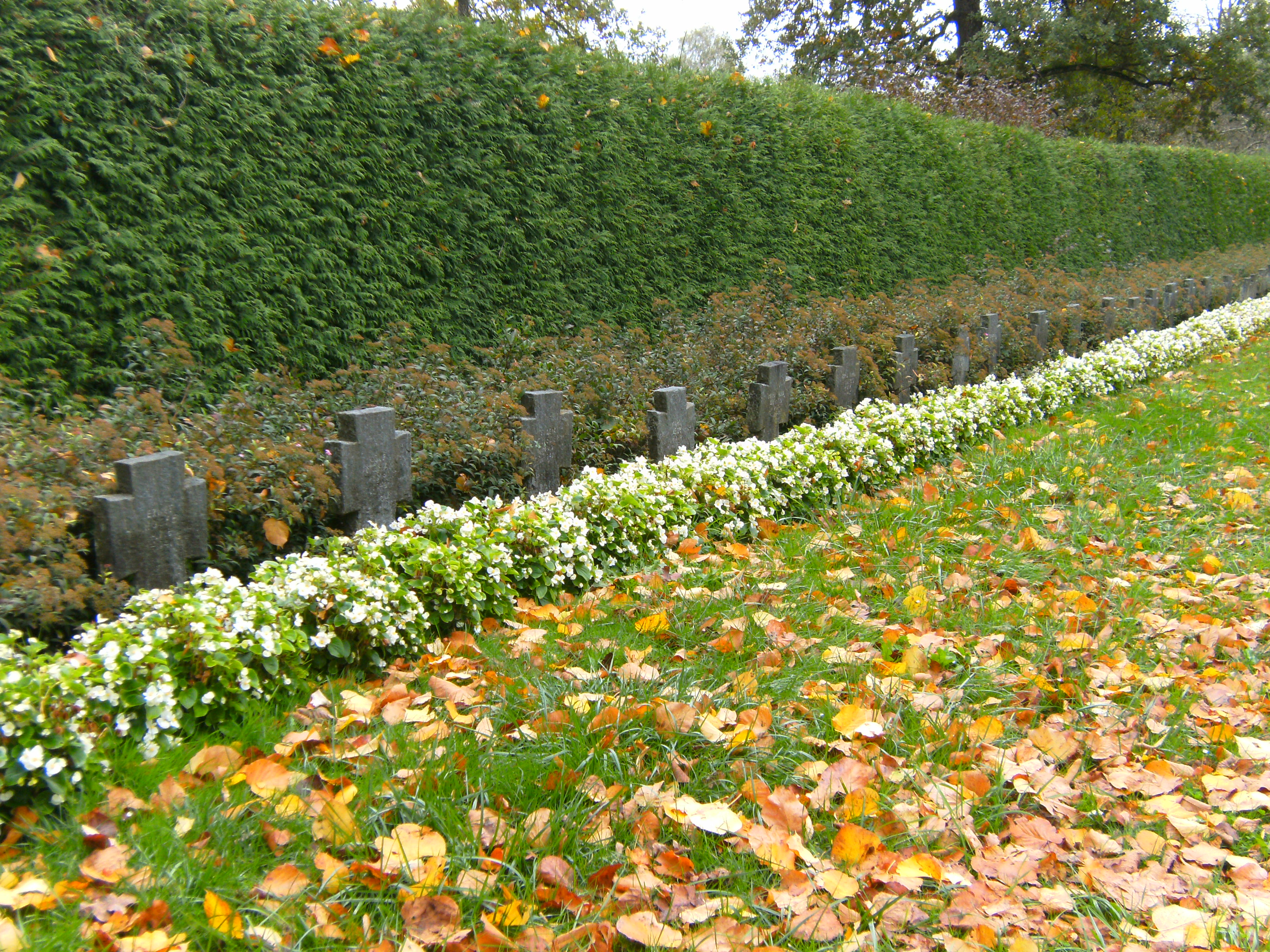
Hauptfriedhof Konstanz, Riesenbergweg. Deutsche Kriegsgräber des Zweiten Weltkriegs am oberen Ende des Friedhofs

- Jüdischer Friedhof (Konstanz)
- Grabfeld für Muslime

## Kriegsgräber und Gedenkstätten
- Soldatengräber, Einzelgräber des Ersten und Zweiten Weltkriegs.[3]
- Abgegrenzte Kriegsgräberstätte mit Gefallenen des Ersten Weltkriegs in der Mitte des Friedhofs[4]
- Kreuze für die Gefallenen und Vermissten des Zweiten Weltkrieges am oberen Ende des Friedhofs[5]
- Grabstätten der Zwangsarbeiter[6]
- Grabstätten der Opfer der Euthanasie (Grabfeld 14 A)[7]

## Gemeinschaftsgrabanlagen

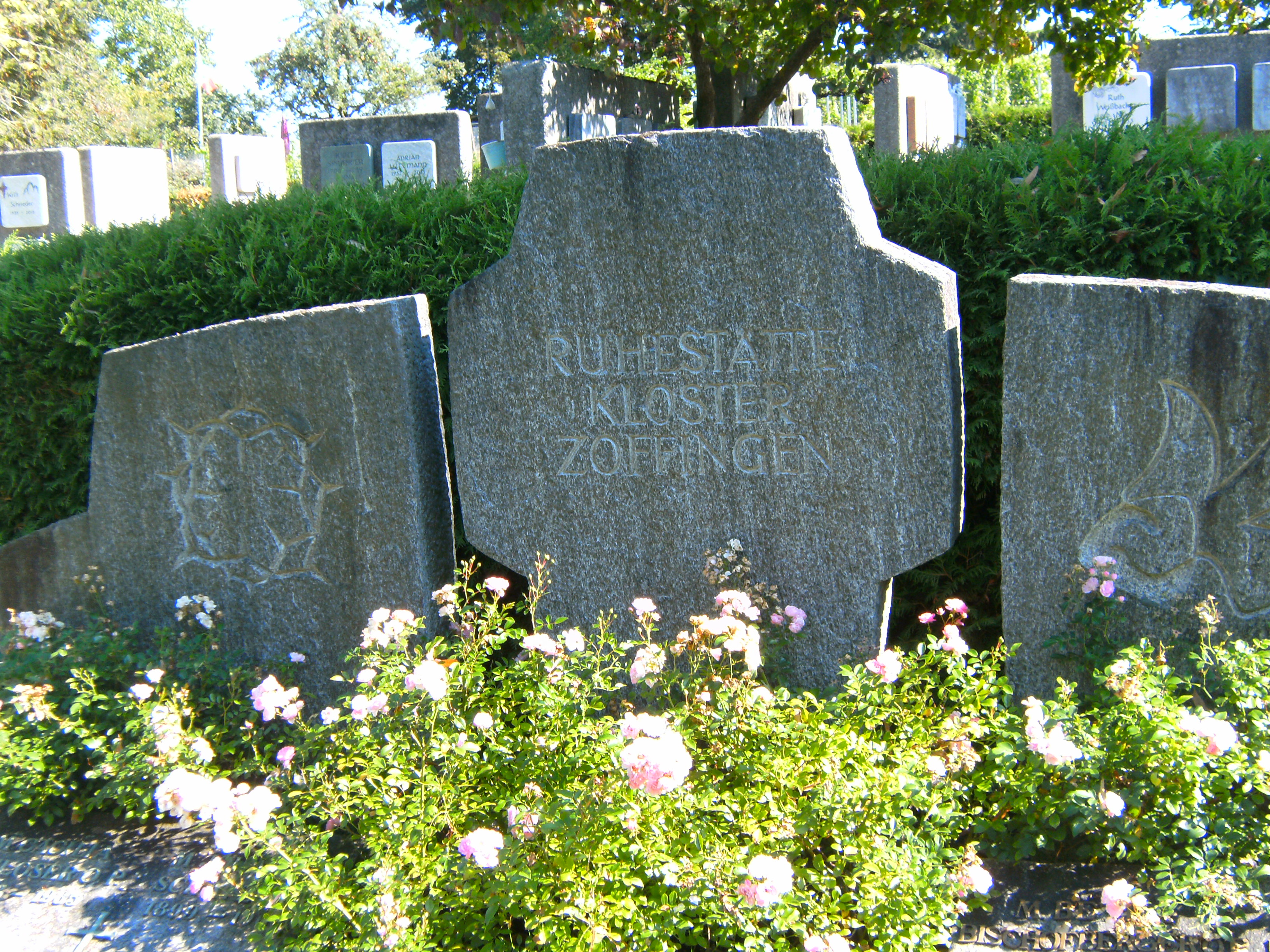
Hauptfriedhof Konstanz, Riesenbergweg: Ruhestätte Kloster Zoffingen im nordöstlichen Teil (Grabfeld 14 A)

- Ruhestätte Kloster Zoffingen (Grabfeld 14 A)
- Gemeinschaftsgrabanlage für fehl- und totgeborene Kinder[8]
- Gemeinschaftsgrabanlage für mittellos Verstorbene[9]

## Grabstätten bekannter Persönlichkeiten

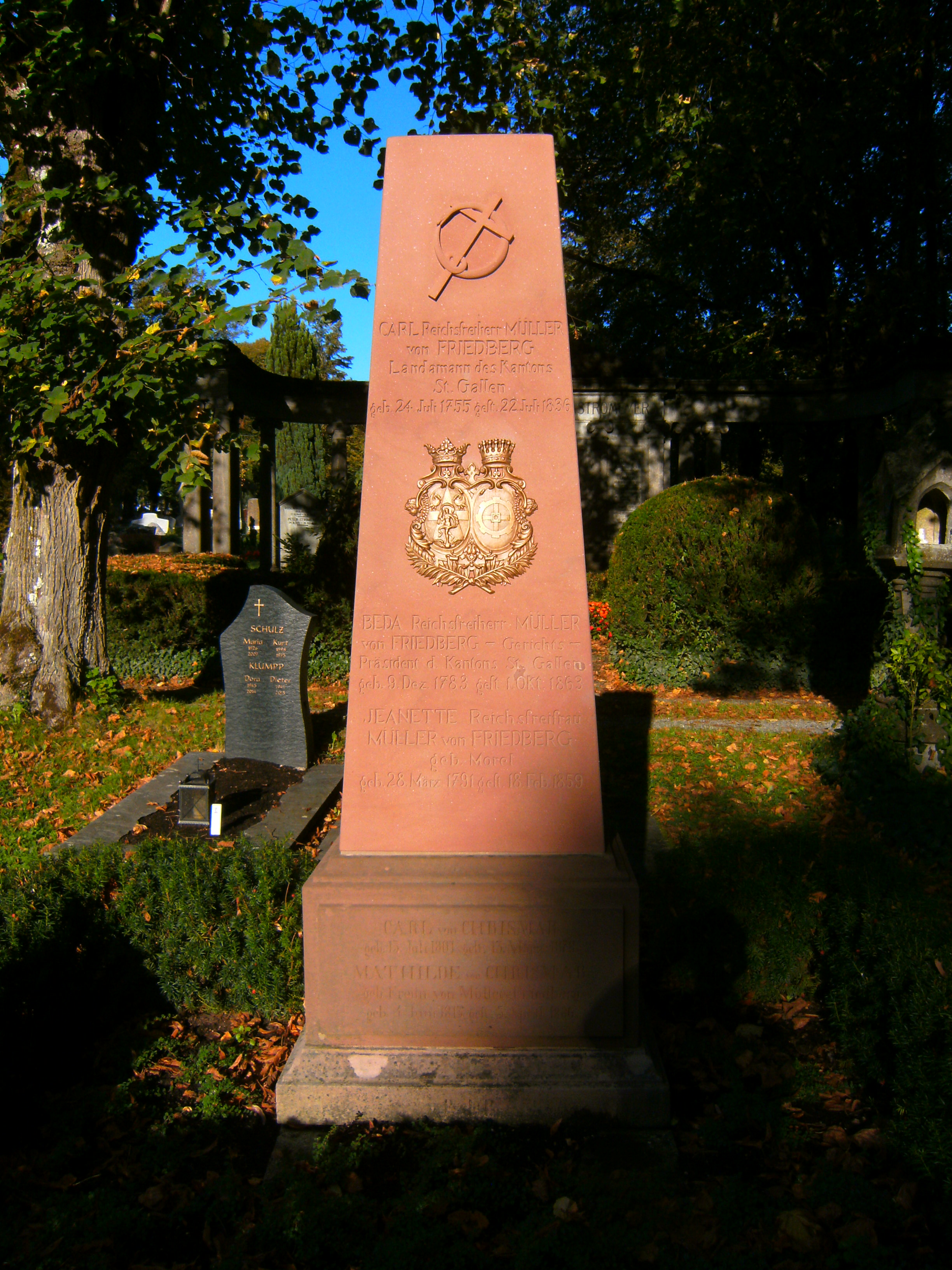
Hauptfriedhof Konstanz, Riesenbergweg. Grabstein Carl Reichsfreiherr Müller von Friedberg (1755–1836)

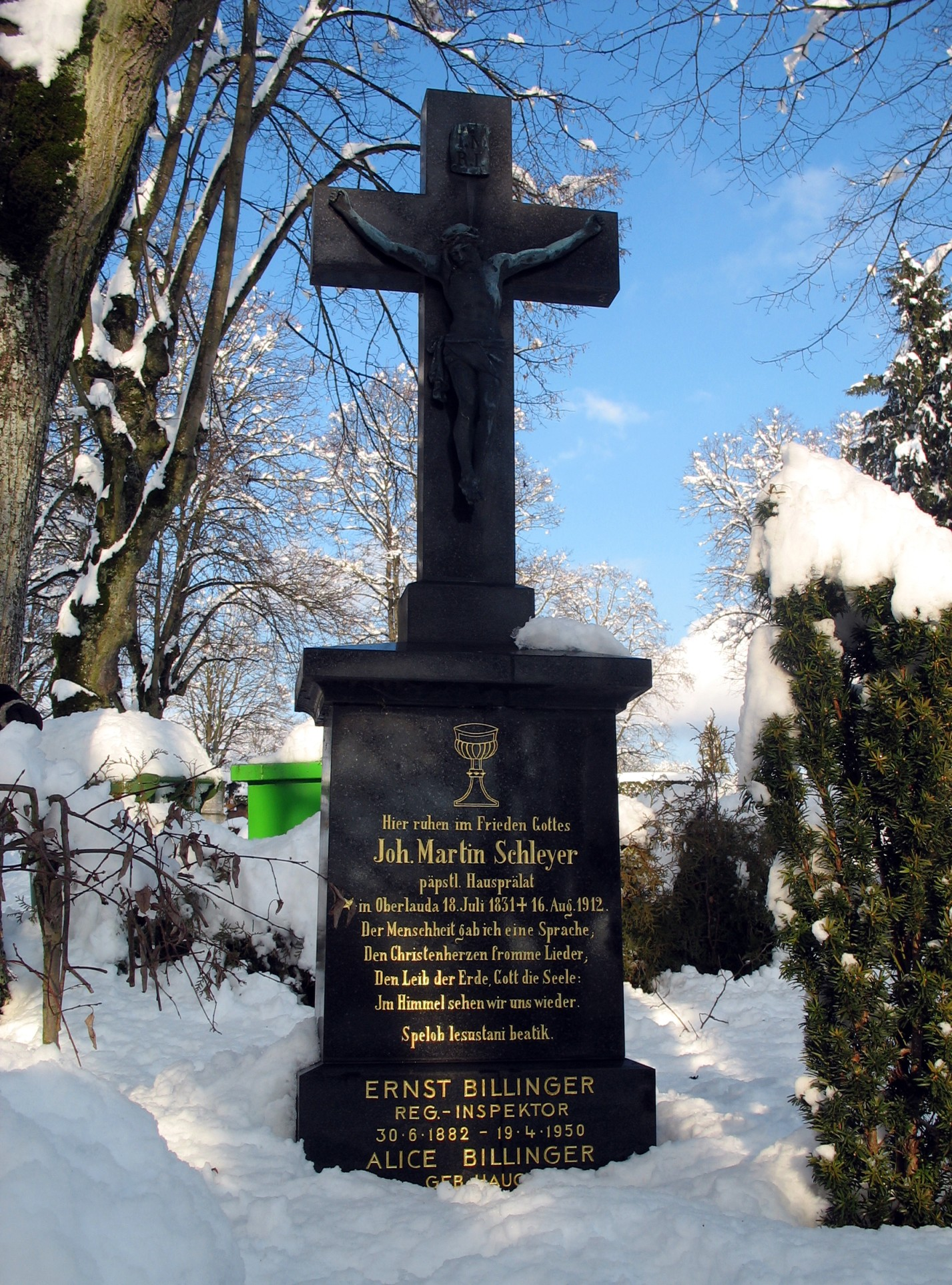
Grab von Johann Martin Schleyer, Ersinner der Weltsprache Volapük

- Karl von Müller-Friedberg (1755–1836), Schweizer Politiker, Diplomat und Staatsmann. Organisator und erster Landammann des Kantons St. Gallen.
- Marie Ellenrieder (1791–1863), deutsche Malerin
- Max Stromeyer (1830–1902), Oberbürgermeister von Konstanz
- Johann Martin Schleyer (1831–1912), Erfinder der Plansprache Volapük (Grabfeld 12, Reihe 11)
- Ludwig Stromeyer (1852–1931), Textilunternehmer und Politiker
- Elisabeth Schmidt-Pecht (1857–1940), Textil- und Keramik-Künstlerin
- Hans Breinlinger (1888–1963), deutscher Maler, Fotograf und Grafiker
- Fritz Arnold (1883–1950), Politiker und Bürgermeister von Konstanz
- Franz Knapp (1880–1973), Oberbürgermeister von Konstanz